# Императорские форумы
Императорские форумы (лат. fora imperialia) — ансамбль архитектурно оформленных общественных пространств в Риме, примыкающих к Римскому форуму — историческому центру общественной жизни города. Строительство императорских форумов шло примерно 150 лет (с 46 до н. э. по 113 н. э.) в период ранней Римской империи, отражая рост могущества Рима и, в частности, рост населения города. Императорские форумы не являются частью Римского форума (старой Республиканской площади).
Часть территории императорских форумов погребена под трассой улицы Виа деи Фори Империали (Via dei Fori Imperiali), частично проложенной на месте разрушенной в 1924—1932-х годах старой средневековой застройки.
- Форум Цезаря (лат. Forum Cæsari), 46 до н. э.
- Форум Августа (лат. Forum Augusti), 2 до н. э.
- Храм Мира (лат. Templum Pacis) и Форум Веспасиана (лат. Forum Vespasiani), 75 г. н. э.
- Форум Нервы (лат. Forum Nervæ), 98 г. н. э.
- Форум Траяна (лат. Forum Traiani), 112—113 гг. н. э.

## Галерея

Императорские форумы
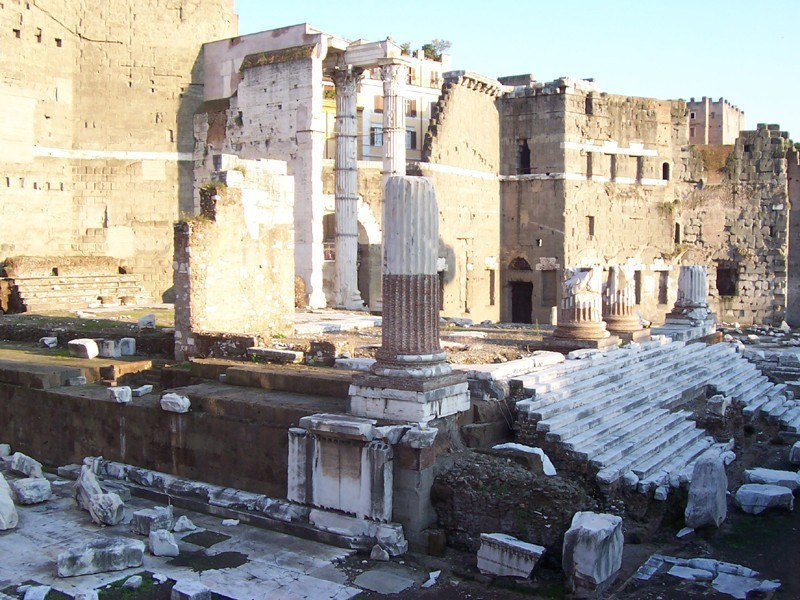
Форум Августа
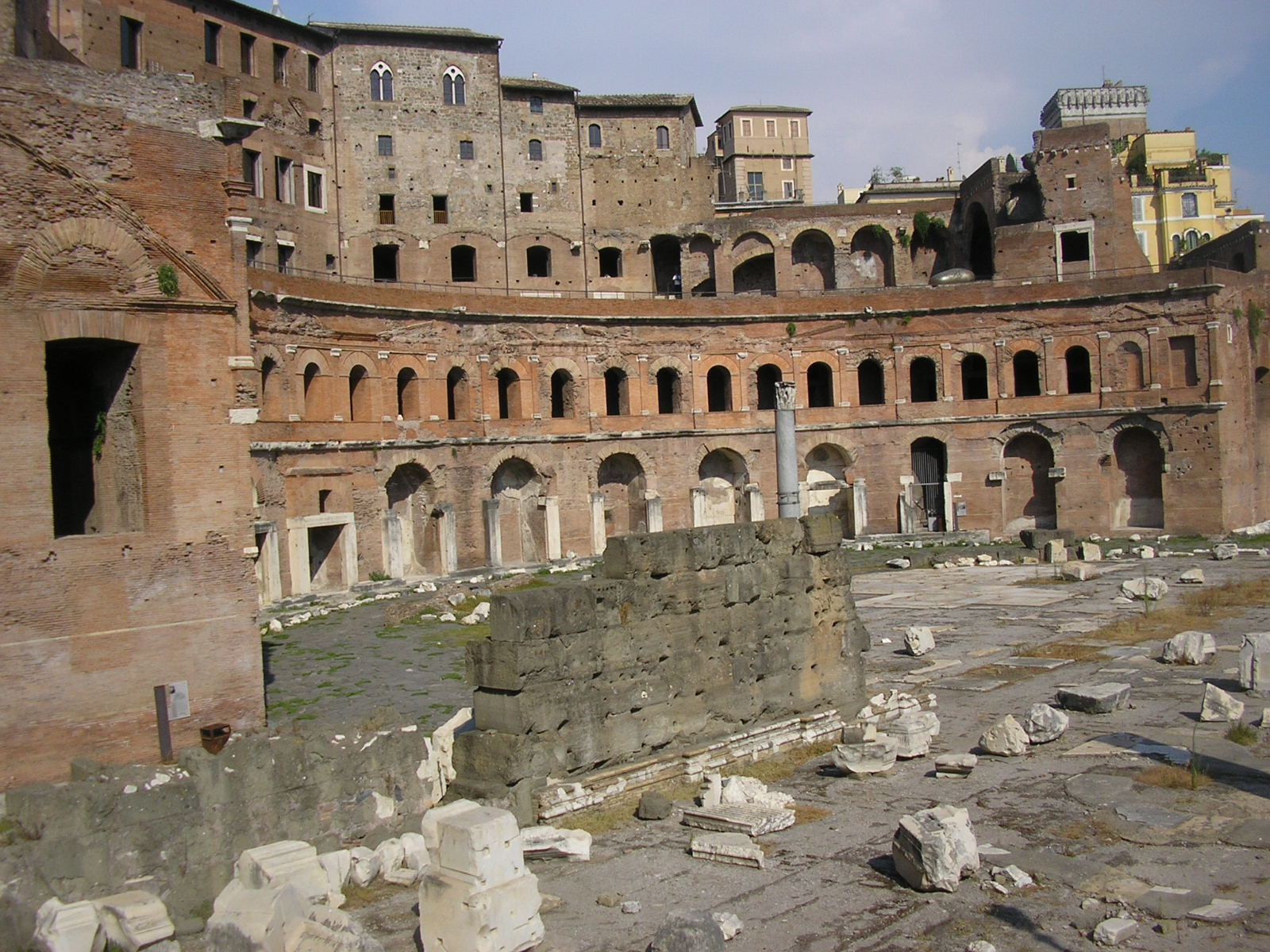
Рынок Траяна
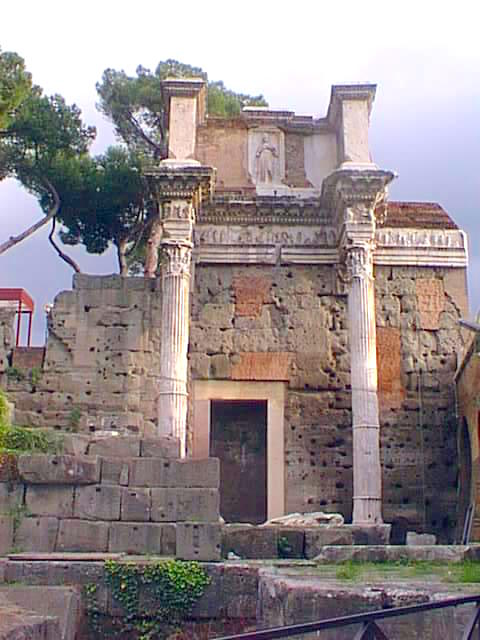
Форум Нервы
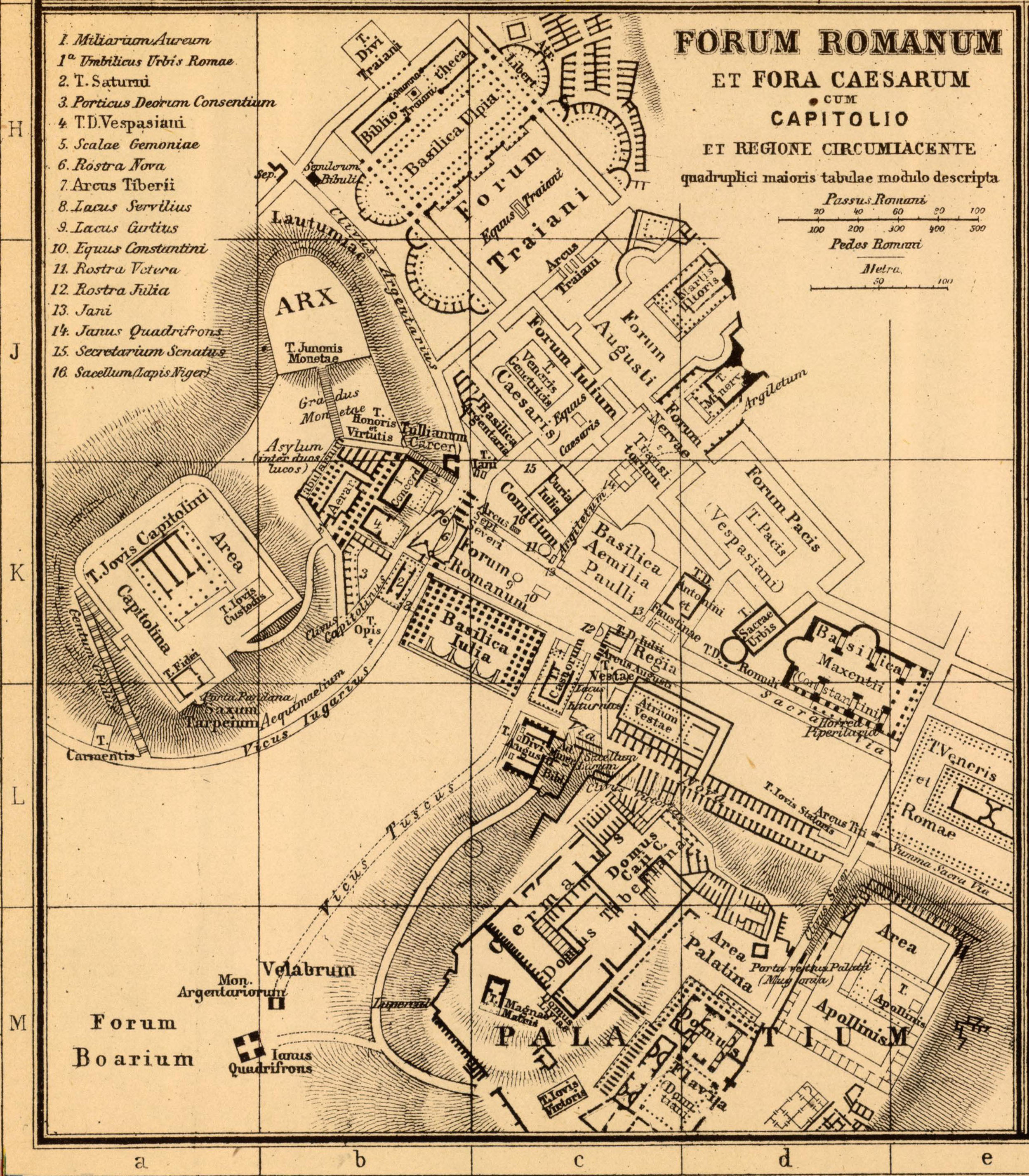
Императорские форумы на плане античного Рима
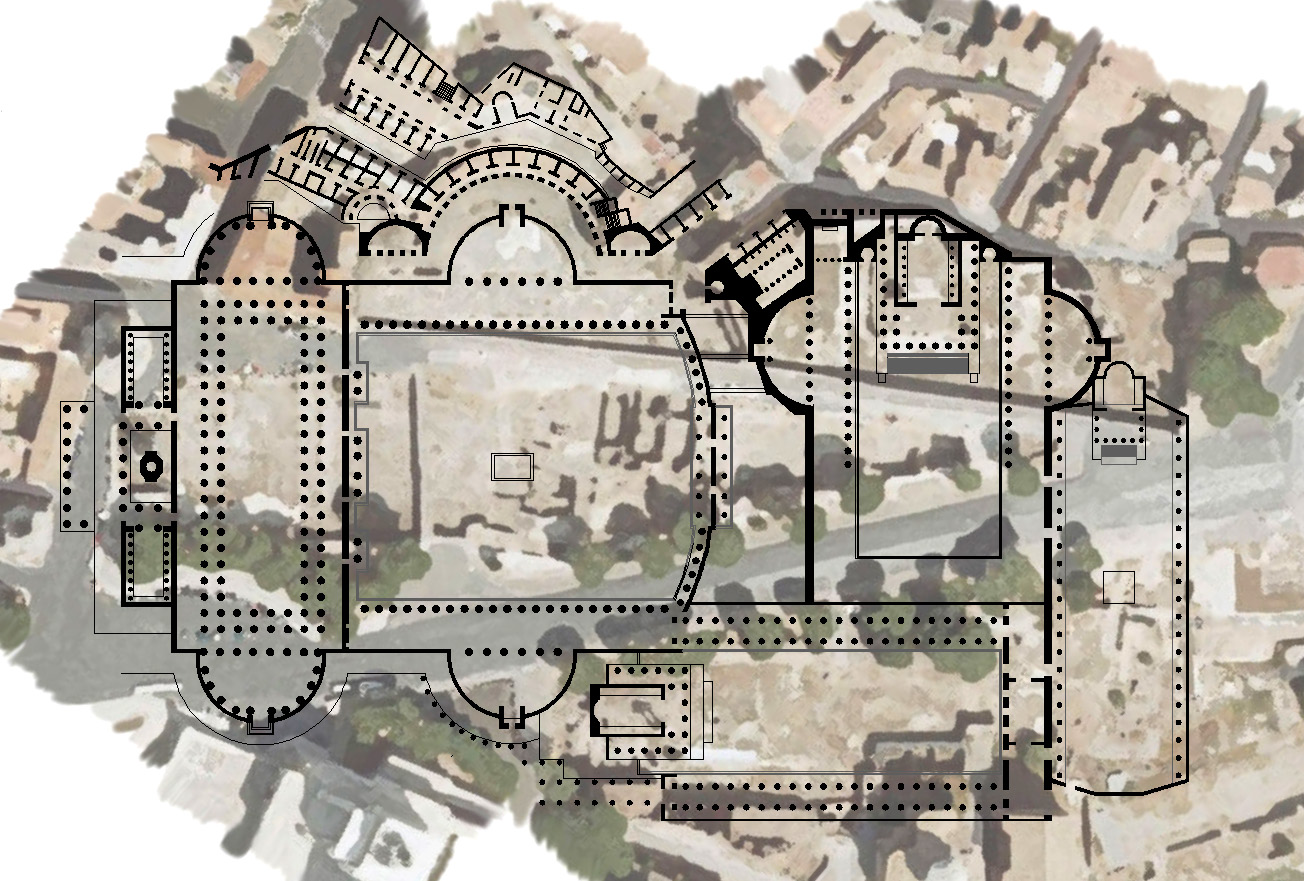
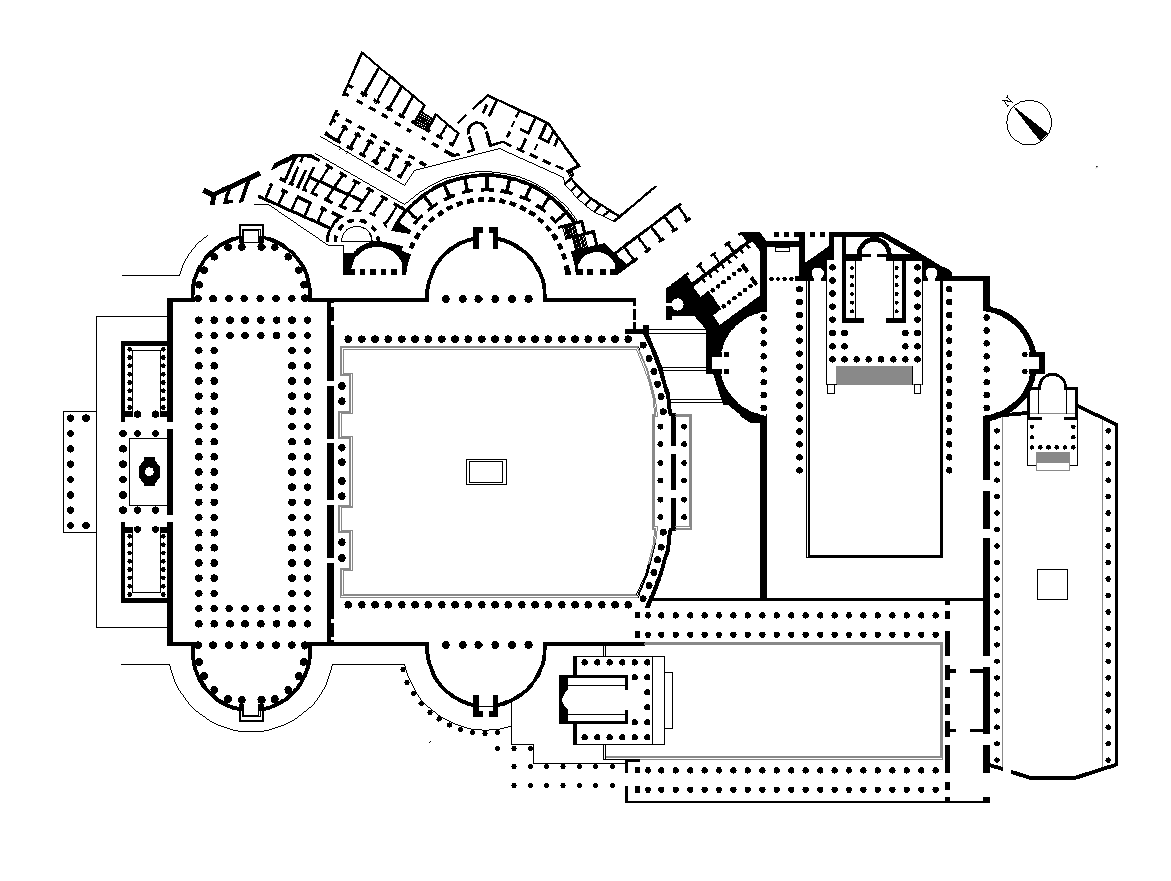